# Nátrium-acetát

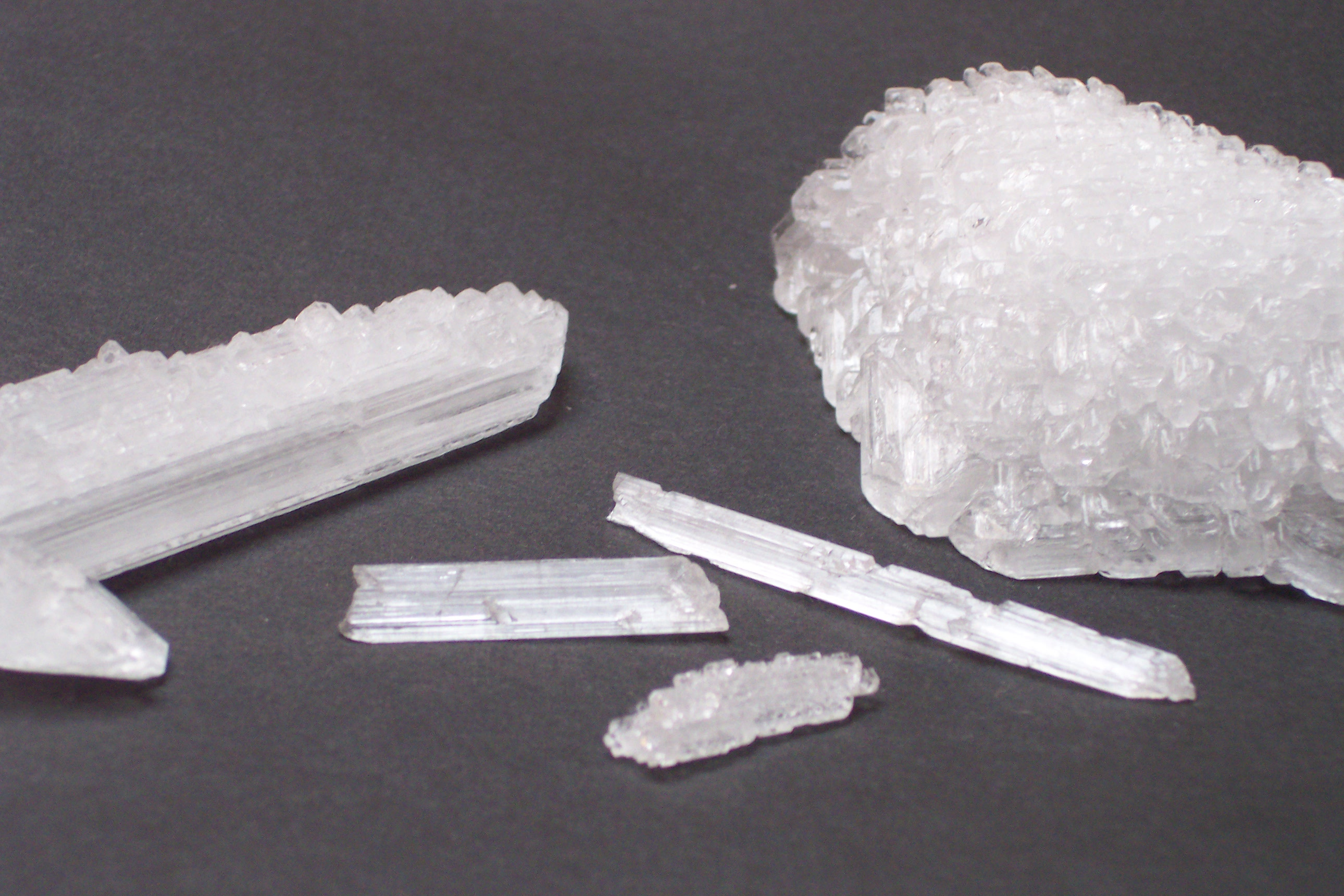
Nátrium-acetát

A nátrium-acetát (E262) (más néven nátrium-etanoát) az ecetsav nátriummal alkotott sója. Viszonylag olcsó vegyület, melyet széles körben használnak.

## Felhasználási területek
Felhasználják többek között:
- a textiliparban a kénsav semlegesítésére és festékek tartósságának növelésére
- fémek bevonása során a galvánfürdők összetevőjeként
- szintetikus gumi előállításánál a kloroprén vulkanizálása során
- különböző chipsekben ízfokozóként alkalmazzák (sós és ecetes íze miatt)
- élelmiszerekben tartósítószerként (ekkor általában nátrium-diacetátként, vagy E262-ként feltüntetve)
- különböző oldatok pH értékének módosítására, elsősorban biokémiai folyamatok során, ahol a reakció kimenete nagyban függ az oldat pH-értékétől
- kézmelegítőkben és egyéb, kémiai reakció által fűtött melegítőkben, mert kristályosodása exoterm, és jelentős hőtöbblettel jár[2][3][4]
- a trihidrát látens olvadáshője nagy (264-289 kJ/kg), így hőcserefolyamatokban[5]
- szinte minden, gyümölcsből, vagy erjesztés útján készült élelmiszerben természetes úton megtalálható.

Nehezen fagy meg, így a fagyási ponton is túl lehet hűteni, de egy kis nátrium-acetát-kristály hozzáadásakor az egész megfagy pár másodperc alatt. A kristályosodás jelentős hővel jár, így akár 30 °C-ra is képes felmelegedni. Ennek a neve a forró vagy instant jég.

## Előállítása
Mivel a nátrium-acetát olcsó, ezért a vegyiparból könnyen beszerezhető, laboratóriumokban csak elvétve, vagy demonstratív célokból szintetizálják ecetsav és valamilyen nátrium tartalmú bázis (nátrium-karbonát, nátrium-hidrogén-karbonát, nátrium-hidroxid stb.) segítségével:
CH3–COOH + Na+[HCO3]–  → CH3–COO– Na+ + H2O + CO2
Vegyipari keretek között alkoholból, cukorból, vagy acetaldehidből állítják elő.

## Egyéb reakciók

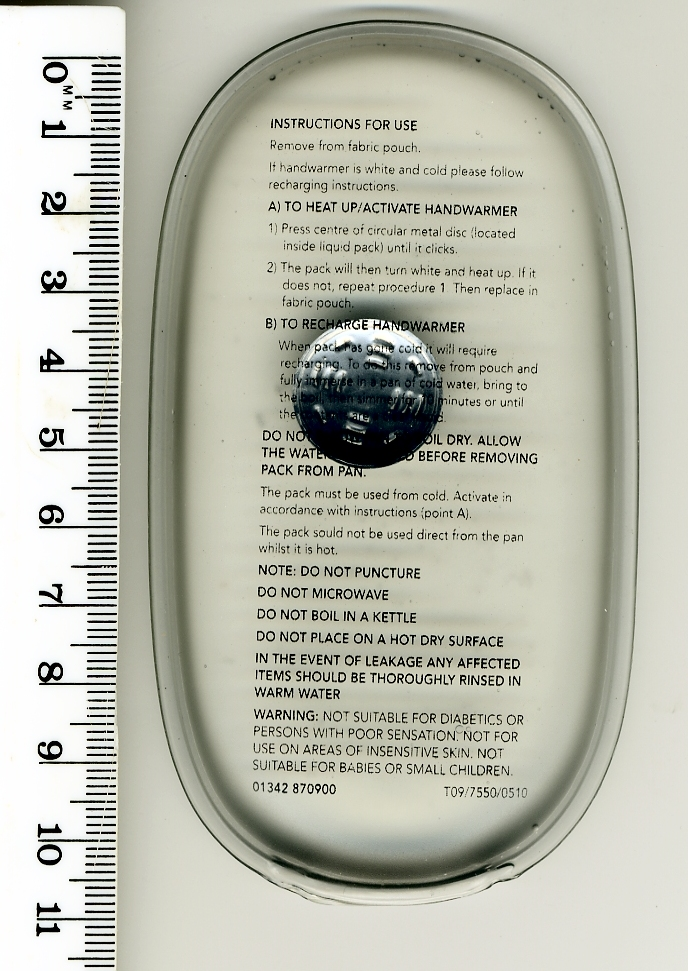
Kézmelegítő

Nátrium-acetáttal alkil-halogenidekből – például brómetánból – észterek állíthatók elő:
H3C–COO– Na+ + Br–CH2–CH3  →  H3C–COO–CH2–CH3  +  NaBr